# 田隅三生
田隅 三生（たすみ みつお、1937年1月23日 - 2021年11月24日）は、日本の化学者。東京大学名誉教授。専門は振動分光学による分子構造の研究。

## 人物
振動分光学による分子構造の研究で知られ、現在活躍中の多くの有力研究者を育てた。物理化学研究において、特に振動分光学の測定法と解析法を発展させ、多くの先駆的な業績を上げた。
合成高分子、タンパク質、光合成に関する研究では、それらの赤外・ラマンスペクトルを解析するための基礎となる理論的手法を開発し、スペクトルと分子構造の相関関係、分子構造と機能（熱的性質、力学的性質、電気伝導性、光合成）の相関関係の解明に貢献した。
上記の研究を進めるうえで、非経験的分子軌道法などの量子化学計算に基づく精密な分子振動の解析が有用な情報を与えることを明確な形で示した。
カロテノイドや共役二重結合系を有する基本分子について、共鳴ラマン励起プロフィールの解析から電子励起状態にある分子の構造に関する定量的な情報が得られることを示し、電子励起分子の分子構造研究における新しい方法論を確立した。
電子励起分子をはじめとする短寿命分子種のラマン・赤外スペクトルを測定する手法の開発を通じて、物理化学において重要な分野である時間分解振動分光学の開拓に貢献した。
埼玉大学学長（2004-2008）時代には、国立大学法人化という難しい局面において、柔軟に対応し、大学正門バスロータリーにモニュメント（近代芸術）を設置したり、大学歌を制定するなど、大学の個性の確立に貢献をした。また、キャンパスを美化し（煉瓦歩道の舗装・校舎の修築・駐輪場の整備など）、リニューアルした大学会館の1階にローソンを入店し、学生がパソコンを利用できるスペースを作り、カフェテラスを作るなど（当時の国立大学としては画期的な）、厳しい財政事情の中、できる限り学生の立場に立った大学行政を心掛けた。

## 学歴
- 1955年3月 東京都立日比谷高等学校卒業
- 1959年3月 東京大学理学部化学科卒業
- 1964年3月 東京大学大学院化学系研究科化学専門課程博士課程修了、理学博士の学位取得

## 職歴
- 1964年4月-1971年7月 東京大学理学部化学科助手
- 1965年9月-1966年8月 ミシガン大学博士研究員（フルブライト研究員）
- 1966年9月-1967年8月 ミラノ工科大学博士研究員
- 1971年8月-1977年3月 東京大学理学部生物化学科助教授
- 1977年4月-1993年3月 東京大学理学部化学科教授
- 1993年4月-1996年3月 東京大学大学院理学系研究科化学専攻教授に配置換え
- 1996年4月-2002年2月 埼玉大学理学部基礎化学科教授
- 1996年4月-1997年3月 東京大学大学院理学系研究科化学専攻教授併任
- 1997年5月-現在 東京大学名誉教授
- 2002年1月-2003年12月 カリフォルニア大学バークレー校客員教授
- 2002年4月-現在 埼玉大学名誉教授
- 2004年4月-2008年3月 国立大学法人埼玉大学長

## 学会活動
- 1987年3月-1989年2月 日本化学会理事
- 1993年5月-1997年4月 日本分光学会副会長
- 1997年5月-1999年4月 日本分光学会会長

## 受賞・受章
- 1971年5月 高分子学会賞
- 1994年3月 日本化学会賞
- 1997年5月 日本分光学会賞（学術賞）
- 1999年3月 アメリカ光学会よりEllis R. Lippincott Award
- 1999年4月 紫綬褒章
- 1999年5月 時間分解振動分光学国際会議TRVS Award
- 2000年3月 The Optical Society of America特別会員
- 2004年10月 The Society for Applied Spectroscopy名誉会員賞
- 2004年10月 The Society for Applied Spectroscopy特別会員
- 2007年7月 日本分光学会 名誉会員
- 2008年11月 埼玉文化賞
- 2015年9月 分子科学会 名誉会員
- 2016年6月 日本蛋白質科学会 名誉会員
- 2017年4月 瑞宝中綬章[2]

## 著書
- 分子スペクトルとともに
- 赤外分光測定法―基礎と最新手法
- 大学院 物理化学 上 (構造論)
- 回想の水島研究室―科学昭和史の一断面
- FT‐IRの基礎と実際
- 物質環境科学 1〔2005年〕 分子から機能性物質・生体まで (放送大学大学院教材)
- FT‐IRの基礎と実際

## 社会的活動
- 2002年6月から 特定非営利活動法人アジア科学教育経済発展機構